# Arrossegament de referències

diagrama incrustat senzill de l'efecte d'arrossegament del marc

L'arrossegament de referències és un efecte sobre l'espai-temps, predit per la teoria general de la relativitat d'Albert Einstein, que es deu a distribucions estacionàries no estàtiques de massa-energia. Un camp estacionari és aquell que es troba en estat estacionari, però les masses que provoquen aquest camp poden ser no estàtiques, girant, per exemple. De manera més general, el tema que tracta els efectes causats pels corrents massa-energia es coneix com gravitoelectromagnetisme, que és anàleg al magnetisme de l'electromagnetisme clàssic.
El primer efecte d'arrossegament de fotogrames va ser derivat l'any 1918, en el marc de la relativitat general, pels físics austríacs Josef Lense i Hans Thirring, i també es coneix com l'efecte Lense-Thirring. Van predir que la rotació d'un objecte massiu distorsionaria la mètrica de l'espai-temps, fent que l'òrbita d'una partícula de prova propera fos precedida. Això no passa en la mecànica newtoniana per la qual el camp gravitatori d'un cos depèn només de la seva massa, no de la seva rotació. L'efecte Lense-Thirring és molt petit: aproximadament una part en uns quants bilions. Per detectar-ho, cal examinar un objecte molt massiu, o construir un instrument que sigui molt sensible.

Un conjunt d'observadors de moment angular zero que es troben localment en repòs, però corotant amb el remolí de l'espai. L'animació mostra el marc inercial observat arrossegant al marc de referència d'un observador estacionari lluny del forat negre. Sistema de coordenades: comptador cartesià. Paràmetre de rotació del forat negre central: a=1.

El 2015, es van formular noves extensions relativistes generals de les lleis de rotació newtonianes per descriure l'arrossegament geomètric de fotogrames que incorpora un efecte antiarrossegament recentment descobert.

## Efectes
L'arrossegament de marcs rotacionals (l'efecte Lent-Thirring) apareix en el principi general de la relativitat i en teories similars a les proximitats d'objectes massius en rotació. Sota l'efecte Lent-Thirring, el marc de referència en què un rellotge marca més ràpid és aquell que gira al voltant de l'objecte tal com el veu un observador llunyà. Això també significa que la llum que viatja en la direcció de rotació de l'objecte es mourà més enllà de l'objecte massiu més ràpidament que la llum que es mou en contra de la rotació, tal com la veu un observador llunyà. Ara és l'efecte d'arrossegament de fotogrames més conegut, en part gràcies a l'experiment Gravity Probe B. Qualitativament, l'arrossegament de fotogrames es pot veure com l'anàleg gravitacional de la inducció electromagnètica.
A més, una regió interior és arrossegada més que una regió exterior. Això produeix fotogrames de rotació local interessants. Per exemple, imagineu-vos que una patinadora de gel orientada al nord-sud, en òrbita sobre l'equador d'un forat negre en rotació i en repòs en rotació respecte a les estrelles, esten els seus braços. El braç estès cap al forat negre serà "torsionat" cap a la gir a causa de la inducció gravitomagnètica ("torqued" està entre cometes perquè els efectes gravitatoris no es consideren "forces" sota GR ). De la mateixa manera, el braç estès lluny del forat negre es torçarà antigiro. Per tant, s'accelerarà rotacionalment, en un sentit de rotació contraria al forat negre. Això és el contrari del que passa en l'experiència quotidiana. Hi ha una taxa de rotació particular que, si inicialment gira a aquesta velocitat quan estira els braços, els efectes d'inercia i els efectes d'arrossegament del quadre s'equilibraran i la seva velocitat de rotació no canviarà. A causa del principi d'equivalència, els efectes gravitatoris són localment indistinguibles dels efectes inercials, de manera que aquesta velocitat de rotació, a la qual quan allarga els braços no passa res, és la seva referència local per a la no rotació. Aquest marc gira respecte a les estrelles fixes i gira en contra respecte al forat negre. Aquest efecte és anàleg a l'estructura hiperfina dels espectres atòmics a causa de l'espin nuclear. Una metàfora útil és un sistema d'engranatge planetari on el forat negre és l'engranatge solar, el patinador de gel és un engranatge planetari i l'univers exterior és l'engranatge circular. Vegeu el principi de Mach.
Una altra conseqüència interessant és que, per a un objecte restringit en una òrbita equatorial, però no en caiguda lliure, pesa més si orbita en sentit contrari, i menys si orbita en sentit giratori. Per exemple, en una pista de bitlles equatorial suspesa, una bola de bitlles rodada en sentit contrari pesaria més que la mateixa bola rodada en sentit giratori. Tingueu en compte que l'arrossegament del quadre no accelerarà ni alentirà la bola de bitlles en cap direcció. No és una "viscositat". De la mateixa manera, una plomada estacionària suspesa sobre l'objecte giratori no apareixerà a la llista. Penjarà verticalment. Si comença a caure, la inducció l'empenyrà en direcció giratòria. No obstant això, si una plomada "yoyo" (amb l'eix perpendicular al pla equatorial) es baixa lentament, per sobre de l'equador, cap al límit estàtic, el yoyo girarà en sentit contrari. Curiosament, els habitants de l'interior del ioyo no sentiran cap parell ni experimentaran cap canvi en el moment angular.
L'arrossegament del marc lineal és el resultat igualment inevitable del principi general de la relativitat, aplicat al moment lineal. Tot i que té la mateixa legitimitat teòrica que l'efecte "rotacional", la dificultat d'obtenir una verificació experimental de l'efecte fa que rebi molt menys discussió i sovint s'omet als articles sobre l'arrossegament del marc (però vegeu Einstein, 1921).
L'augment de massa estàtica és un tercer efecte observat per Einstein en el mateix article. L'efecte és un augment de la inèrcia d'un cos quan es col·loquen altres masses a prop. Tot i que no és estrictament un efecte d'arrossegament de fotogrames (Einstein no utilitza el terme arrossegament de fotogrames), Einstein demostra que deriva de la mateixa equació de la relativitat general. També és un efecte minúscul que és difícil de confirmar experimentalment.